# 가족의 나라
《가족의 나라》(かぞくのくに 가조쿠노쿠니[*])는 양영희가 감독을 맡은 2012년 일본의 드라마 영화이다. 재일 한국인 2세인 감독 자신의 경험을 바탕으로 제작되었으며, 영화는 제85회 아카데미상 외국어 영화상 일본의 후보작으로 선정되었으나 최종 후보에는 선정되지 못했다.

## 줄거리
재일 한국인 성호는 조총련의 중역을 맡고 있는 아버지의 권유로 당시 '이상향'으로 불리던 귀국사업에 참가하여 반도로 건너가 현지에서 결혼하고 아이도 낳지만 헤어진 가족과는 다시 만나지 못했다.
그 후 25년이 흐르고 성호의 일시 귀국이 실현된다. 성호의 뇌에 악성 종양이 발생하여 치료를 위해 3개월 동안만 일본 체류가 허가된 것이다. 오랜만의 재회에 여동생 리에와 어머니, 가족들은 기뻐하고 성호를 따뜻하게 맞아 들인다. 하지만 성호의 곁에는 항상 양동무가 뒤따르며 성호의 행동을 감시하고 있었다.
검사 결과 성호의 치료는 반년 이상의 입원이 필요하다는 진단을 받으며 수술을 거절당한다. 어떻게 해서는 성호를 치료하려고 리에가 성호의 소꿉친구이자 의사의 부인이 된 순이와 상담하던 중, 북한에서 갑자기 귀국 명령이 내려온다.

## 출연
- 리에 - 안도 사쿠라
- 오빠/성호 - 이우라 아라타
- 양동무 - 양익준
- 순이 - 쿄노 코토미
- 홍기 - 오모리 타츠시
- 준오 - 무라카미 준
- 어머니 - 미야자키 요시코
- 아버지 - 츠카야마 마사네

## 수상
- 제62회 베를린 국제 영화제 (2012)
  - CICAE상(국제 예술 영화관 연맹상)[2]
- 제86회 키네마 준보 베스트텐 (2013)
  - 일본 영화 제1위
  - 여우주연상 (안도 사쿠라)
- 제67회 마이니치 영화 콩쿠르 (2013)
  - 각본상
- 제55회 블루리본상 (2013)
  - 작품상
  - 여우주연상
  - 남우조연상
- 제64회 요미우리 문학상 (2013)
  - 희곡·시나리오 부문